# (24661) 1988 GQ
(24661) 1988 GQ es un asteroide perteneciente al cinturón de asteroides, región del sistema solar que se encuentra entre las órbitas de Marte y Júpiter.
Fue descubierto el 12 de abril de 1988 por Antonín Mrkos desde el Observatorio Kleť.

## Designación y nombre
Designado provisionalmente como 1988 GQ.

## Características orbitales
1988 GQ está situado a una distancia media del Sol de 2,604 ua, pudiendo alejarse hasta 3,236 ua y acercarse hasta 1,972 ua. Su excentricidad es 0,243 y la inclinación orbital 11,712 grados. Emplea 1534,95 días en completar una órbita alrededor del Sol.
Los próximos acercamientos a la órbita de Júpiter ocurrirán el 11 de marzo de 2083, el 14 de octubre de 2141 y el 10 de febrero de 2155.

## Características físicas
La magnitud absoluta de 1988 GQ es 14,47. Tiene 6,442 km de diámetro y su albedo se estima en 0,129.